# Limnocentropus himalayanus
Limnocentropus himalayanus är en nattsländeart som beskrevs av Martynov 1930. Limnocentropus himalayanus ingår i släktet Limnocentropus och familjen Limnocentropodidae. Inga underarter finns listade i Catalogue of Life.